# Jake Roberts
Aurelian Smith Jr. (ur. 30 maja 1955 w Gainesville) – amerykański wrestler lepiej znany pod swoim pseudonimem ringowym jako Jake „The Snake” Roberts. Charakterystyczne dla niego było pokazywanie się w ringu z żywym wężem o imieniu Damien.

## Wczesne życie
Aurelian Smith Jr. urodził się 30 maja 1955 w Gainesville w stanie Teksas. Jego ojciec Aurelian Smith Sr. był wrestlerem w latach 1960-1977 i nosił pseudonim Grizzly Jake Smith. Po latach Smith Junior ujawnił, że jego matka poczęła w wieku 12 lat, zgwałcona przez jego ojca i była córką kobiety, z którą umawiał się wówczas Smith Senior. Ojciec Smitha Juniora miał być pedofilem i molestować własną siostrę i córkę. Siostra Smitha Juniora zaszła w ciążę trzy razy przed ukończeniem 18 lat i została zamordowana przez zazdrosną byłą partnerkę Smitha Seniora. Smith Junior miał być molestowany przez swoją macochę.
Aurelian Smith Jr. miał też przyrodniego brata Sama Houstona i przyrodnią siostrę Rockin' Robin. W latach 80. cała trójka rodzeństwa pracowała w WWE.

## Kariera wrestlerska

### Organizacje regionalne (1975 – 1986)
Zaczął uprawiać wrestling w 1975 we florydzkiej organizacji Championship Wrestling from Florida. Jego pierwsza zarejestrowana na materiale filmowym walka miała miejsce 16 września. Posługiwał się wówczas imieniem Jake Smith Jr. W sierpniu 1977 zaczął się posługiwać pseudonimem Jake Roberts. Przez następne kilka lat pracował dla takich organizacji jak Stampede Wrestling, Mid-South Wrestling, Georgia Championship Wrestling i Mid-Atantic Championship Wrestling.

### World Wrestling Federation (1986 – 1992)

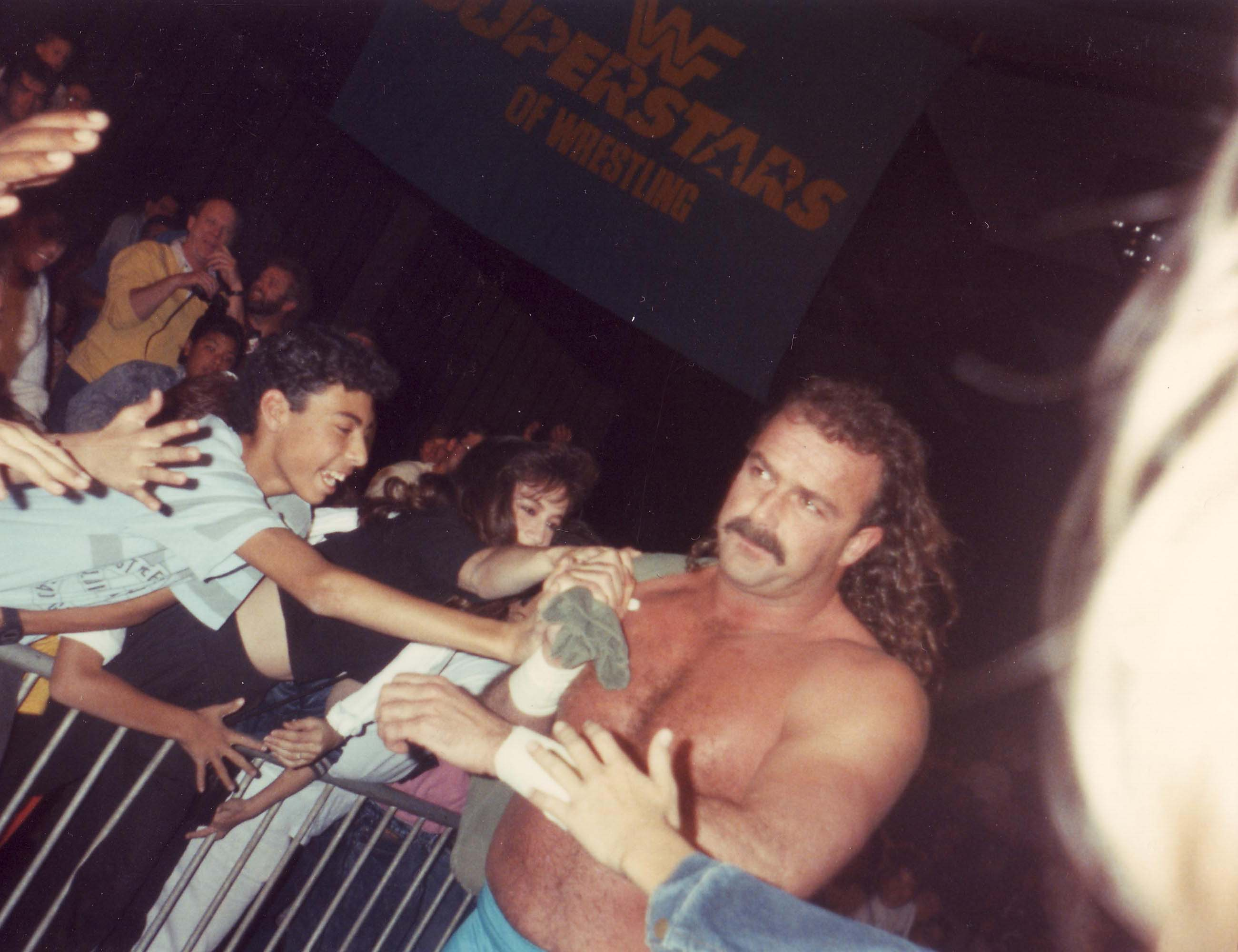
Jake Roberts, wchodzący na arenę ze swoim wężem w worku

W 1986 dołączył do World Wrestling Federation (WWF). Tam zaczął się posługiwać pseudonimem Jake „The Snake” Roberts. Charakterystyczne dla niego stało się wchodzenie na ring z żywym wężem o imieniu Damien. Zwykle była to kobra lub pyton. Od 1986 do 1992 wystąpił na każdej gali z serii WrestleMania.
W 1989 rywalizował z André the Giantem. W jednym z odcinków Saturday Night Main Event rzucił w stronę olbrzyma swojego węża, Damiena, ujawniając fobię André. Wskutek tego olbrzym doznał lekkiego ataku serca (w kayfabe). W następnych tygodniach Roberts często pojawiał się z workiem w pobliżu ringu w czasie walk rywala, zmuszając André do ucieczki. 15 stycznia w taki właśnie sposób wyeliminował olbrzyma z głównej walki na gali Royal Rumble. Punktem kulminacyjnym ich rywalizacji była walka na WrestleManii V, którą dzięki dyskwalifikacji wygrał Jake Roberts.
W 1991, w czasie wesela emerytowanego wrestlera Randy'ego Savage'a i jego menedżerki Miss Elizabeth, Jake „The Snake” Roberts wręczył nowożeńcom zapakowany prezent. Gdy otworzyli pudełko, okazało się, że w środku była żywa kobra królewska. Kilka tygodni później Savage został fizycznie zaatakowany przez Robertsa, a potem ugryziony w biceps przez kobrę, należącą do napastnika. Macho Man wielokrotnie prosił prezesa WWF w kayfabe, Jacka Tunneya, aby pozwolił mu wrócić do kariery wrestlerskiej. W końcu Tunney się zgodził. 3 grudnia Savage zmierzył się z Jakiem Robertsem na gali Tuesday in Texas. Savage wygrał, ale po walce Roberts brutalnie atakował przeciwnika. Elizabeth weszła na ring prosząc napastnika aby przestał. W odpowiedzi Roberts uderzył ją w twarz. Zapoczątkowało to rywalizację między nim, a Savage’em, która zakończyła się 8 lutego 1992, kiedy Savage pokonał Robertsa na gali Saturday Night Main Event.

### Kariera niezależna (1992 – 1996)
W 1992 odszedł z WWF i do 1996 walczył w różnych organizacjach w Japonii, Niemczech i Meksyku.

### Powrót do World Wrestling Federation (1996 – 1997)
W 1996 oświadczył, że odrodził się jako chrześcijanin i powrócił do WWF, posługując się gimmickiem, odnoszącym się do jego prawdziwej przemiany duchowej. W tym samym roku wziął udział w turnieju King of the Ring. Pokonał w kolejnych rundach: Huntera Hearsta Helmsleya, Justina Bradshawa i dzięki dyskwalifikacji Vadera. W finale zmierzył się ze Stone Coldem Steve'em Austinem i przegrał. W czasie ceremonii koronacyjnej Austin naśmiewał się z duchowej przemiany Robertsa. W swojej przemowie po raz pierwszy użył swojego charakterystycznego powiedzenia Austin 3:16 says I just whipped your ass! (pl. Austin 3:16 mówi, że właśnie sprałem ci dupę!), które nawiązywało do sposobu w jaki często cytuje się Biblię. To wydarzenie jest promowane przez WWE jako przełomowy moment w karierze Steve’a Austina i symboliczny początek okresu zwanego Attitude Era. W 1997 Roberts odszedł z WWF.

### Kariera po 1997
W 2001 przeprowadził się do Anglii i tam pracował w różnych organizacjach wrestlingu. 29 stycznia 2011 stoczył walkę w Los Angeles w Kalifornii, która miała być walką kończącą jego karierę. Mimo to nadal walczył w różnych organizacjach.
W 2014 został wprowadzony do galerii sławy WWE Hall of Fame.

## Życie prywatne
Komentator gal wrestlingu Jim Ross napisał na swoim blogu w 2013, że Jake Roberts ma ośmioro dzieci.
Jake Roberts był uzależniony od alkoholu i narkotyków, w szczególności kokainy. Spowodowało to u niego problemy z kondycją i problemy zdrowotne. Jak sam deklarował, do uzależnienia przyczyniło się jego tragiczne dzieciństwo. W 2012 oświadczył, że wrócił do formy i przezwyciężył swoje uzależnienie, dzięki jodze, a konkretnie programowi DDP Yoga Dallasa Page'a. W 2015 o jego przezwyciężaniu uzależnień i powrocie do dobrej kondycji powstał film dokumentalny The Resurrection of Jake the Snake.

## Mistrzostwa i osiągnięcia
- Exodus Wrestling Alliance

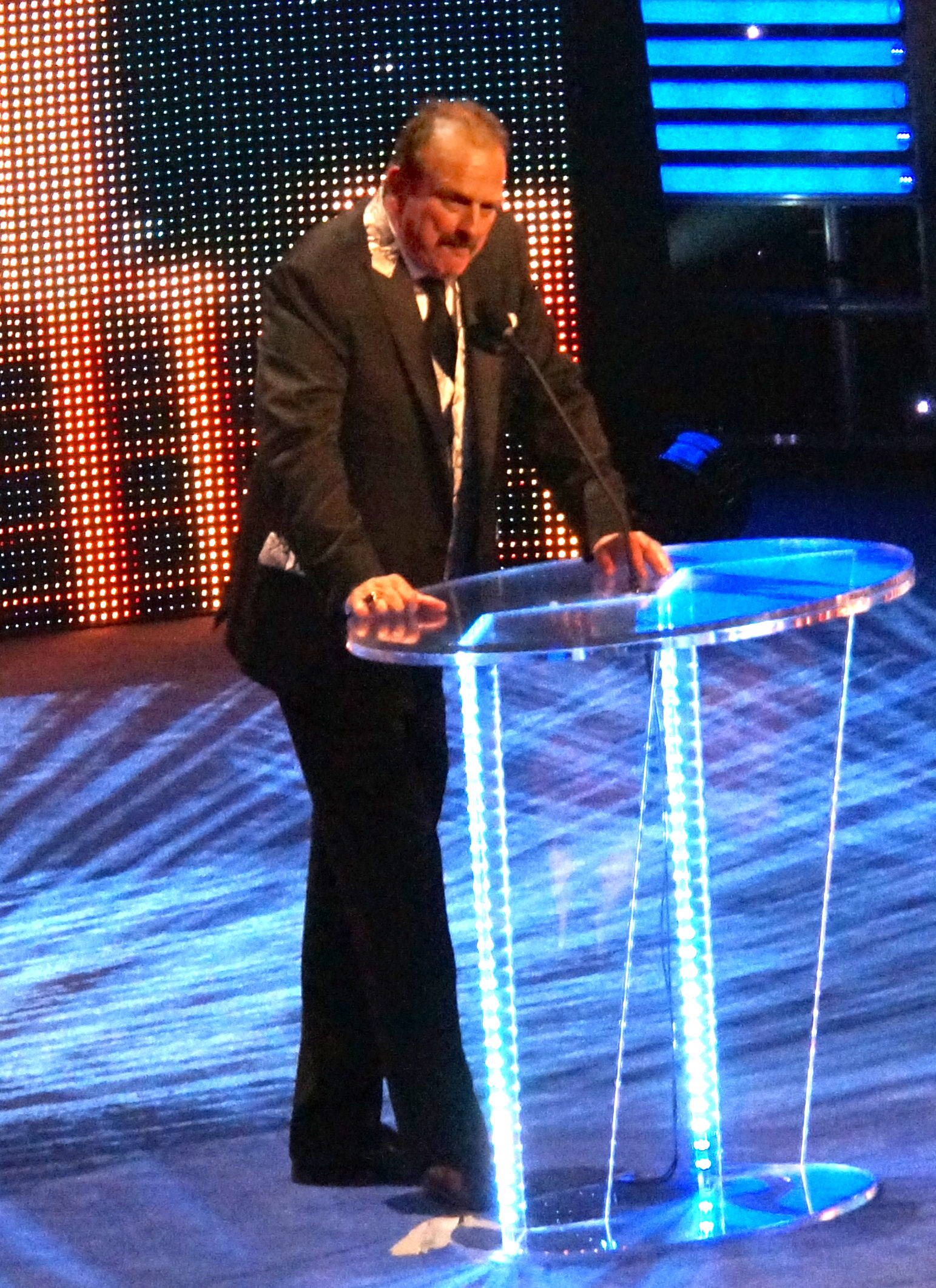
Jake Roberts na ceremonii wprowadzenia do WWE Hall of Fame

  - EWA Heavyweight Championship (1 raz)
- Georgia Championship Wrestling
  - NWA World Television Championship (2 razy)
- National Wrestling Alliance United Kingdom Hammerlock
  - NWA United Kingdom Heavyweight Championship (1 raz)
- Smoky Mountain Wrestling
  - SMW Heavyweight Championship (1 raz)
- Stampede Wrestling
  - Stampede North American Heavyweight Championship (1 raz)
- Mid-South Wrestling
  - Mid-South Louisiana Championship (1 raz)
  - Mid-South North American Championship (2 razy)
  - Mid-South Television Championship (1 raz)
- World Class Championship Wrestling
  - World Class World Six Man Tag Team Championship (1 raz) – z Chrisem Adamsem i Gino Hernandezem
  - World Class World Television Championship (1 raz)
- Pro Wrestling Illustrated
  - Najbardziej inspirujący zawodnik roku (1996)[1]
- World Wrestling Entertainment
  - WWE Hall of Fame (2014)